# Polietilene naftalato
Il polietilene naftalato (o poli(etilene 2,6-naftalato), abbreviato in PEN), è un polimero poliestere analogo al polietilene tereftalato (PET). Rispetto a quest'ultimo, il PEN offre una maggiore resistenza al calore e alle sollecitazioni meccaniche. 

## Proprietà
Rispetto al PET, il PEN esibisce migliori prestazioni in vari ambiti. Queste sono dovute ai due anelli aromatici condensati presenti nella sua unità ripetitiva. Le differenze più importanti rispetto al PET sono:
- La temperatura di transizione vetrosa (Tg), più alta di quella del PET, che conferisce al materiale una superiore resistenza al calore.
- Una maggiore resistenza allo sforzo e a un più alto modulo di elasticità.
- Maggior resistenza agli agenti chimici e all'idrolisi.
- Migliore resistenza a processi di termo-ossidazione.
- Maggiore impermeabilità ai gas.
- Migliore effetto barriera alla luce ultravioletta.

## Produzione
Il PEN è un polimero poliestere del naftalene-2,6-dicarbossilato e del glicole etilenico.
Si ottiene in modo analogo al PET, ma a partire da un acido diverso, il 2,6-naftalato.

## Applicazioni pratiche
Le superiore resistenza al calore lo rende utile, tra l'altro, come materiale per la produzione di contenitori riutilizzabili, essendo possibile sottoporlo a sterilizzazione termica senza subire deformazioni. Per lo stesso motivo, può essere usato per recipienti destinati al riempimento a caldo con bevande e alimenti ad alta temperatura, come, ad esempio, le marmellate. 
La miglior barriera che offre ai gas lo rende idoneo all'imbottigliamento di bevande, come la birra, che sono sensibili all'ossidazione.
Al pari del PET, il PEN è lavorabile come fibra tessile. Le superiori capacità meccaniche lo rendono adatto ad applicazioni che richiedono stabilità dimensionale e alta resistenza; viene usato, ad esempio, per realizzare tessuti che richiedono alte performance, come le velature di imbarcazioni da competizione.
Uno studio del 2011 ne ha messo alla prova le qualità di scintillazione: la ricerca ha evidenziato caratteristiche di efficienza tali che ne suggeriscono e ne prevedono l'uso come sostituto dei materiali plastici nei classici scintillatori.
Nel 2011 ne è stato proposto un uso futuribile come sostituto del silicio nei substrati di circuiti integrati, in applicazioni particolari, come sensori e display economici e flessibili.

### Applicazioni commerciali
Il materiale ha trovato impiego in significative applicazioni commerciali, sviluppate in vari ambiti tecnici e merceologici: industria dei tessuti e delle fibre industriali, pellicole plastiche, oggetti in materiali espansi, contenitori per acqua, bibite e altri liquidi (in particolare, bibite gassate con anidride carbonica), materiali termoformati. Inoltre, è un materiale promettente nel settore dell'elettronica. 
Fra le applicazioni commerciali più degne di nota, vi sono le seguenti: 
- Supporto plastico per le pellicole dell'Advanced Photo System (produzione cessata nel 2011 per effetto dello sviluppo commerciale della fotografia su supporto digitale).
- Fibre ad alte prestazioni, con altissimo modulo di elasticità e miglior stabilità dimensionale rispetto alle fibre di PET o di nylon.
- Substrato plastico per il nastro magnetico in alcune cartucce realizzate con tecnologia Linear Tape-Open (LTO).